# Хара Олександр Іванович
Олександр Іванович Хара (нар. 20 лютого 1953, м. Берестечко, нині Горохівського району Волинської області — 29 серпня 2017, м. Тернопіль, Україна) — український лікар, громадський діяч. Віце-президент Асоціації дерматовенерологів і косметологів України (2000), голова Тернопільського осередку цієї організації (2000). Чоловік Марії Хари.

## Життєпис
Закінчив Тернопільський медичний інститут (1977, нині Тернопільський національний медичний університет імені І. Я. Горбачевського).
У 1980-1981 — служив військовим лікарем в Афганістані.
Працював у районній лікарні в м. Острог Рівненської області: завідувач дерматовенерологічного відділу і заступник головного лікаря. 1980-1981 — учасник бойових дій в Афганістані; підполковник медичної служби.
Від 1982 — у м. Тернопіль: асистент кафедри дерматовенерології медичного інституту, від 1983 донині — головний лікар Тернопільського обласного комунального клінічного шкірно-венерологічного диспансеру.
Член редакційних рад фахових журналів та збірників, бюро обласної організації Товариства сприяння обороні Україні, очолював спілку ветеранів Афганістану в Тернополі.
Стараннями Олександра Хари у 2005 році на будівлі диспансеру встановлено на попереднє місце 120-річний кам'яний хрест, що височів тут до 1945.
Помер 29 серпня 2017 року.

## Науковий доробок
Автор близько 100 наукових публікацій, низки методичних рекомендацій та раціоналізаторських пропозицій.
Опублікував у пресі власні поезії.

## Особисте життя
Одружений, дружина Марія — професор кафедри патологічної фізіології ТНМУ. Виховує двох дітей: доньку та сина.
Олександр Хара — книголюб, його улюблений автор — Ірина Вільде, любить подорожувати Тернопільщиною.

## Відзнаки
- Кандидат медичних наук (1989),
- доцент (2005),
- Заслужений лікар України (1998),
- член-кореспондент інженерної академії України (2005),
- ордени
  - Богдана Хмельницького 3-го ступеня (2003),
  - Преподобного Агапія Печерського 3-го ступеня (2005, УПЦ),
- грамоти
  - Президії ВР СРСР
  - Міністерства освіти України,
- інші вітчизняні й закордонні нагороди.